# Cozzo (Italië)
Cozzo in een gemeente in de provincie Pavia in de Italiaans regio Lombardije, 50 km ten zuidwesten van Milaan en ongeveer 40 kilometer ten westen van Pavia. Op 31 december 2004 had de gemeente een inwonertal van 421 en een oppervlakte van 17,4 km².
De volgende gemeenten grenzen aan Cozzo: Candia Lemollina, Castelnovetto, Langosco, Rosasco, Sant'Angelo Lomellina, Valle Lomellina, Zeme.
1. ↑  https://demo.istat.it/?l=it.